# ویندورا
ویندورا (به انگلیسی: Windorah) یک شهرک در استرالیا است که در Shire of Barcoo واقع شده‌است.

## جستارهای وابسته

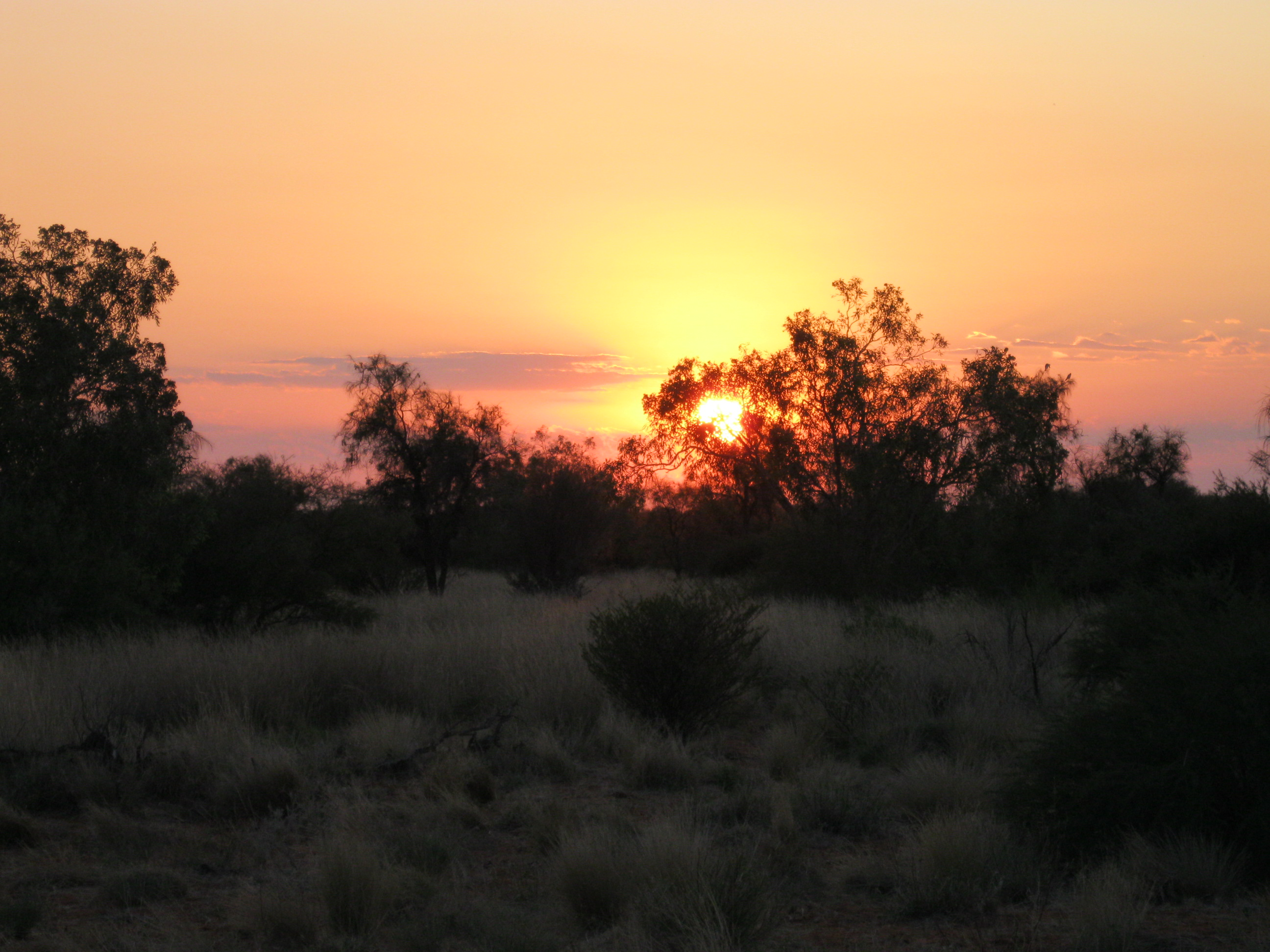
غروب ویندورا